# Bridget Bishop
Bridget Bishop (1632 a 1637, Inglaterra-10 de junio de 1692, Salem (hoy Danvers), Massachusetts) fue la primera persona ejecutada durante los Juicios de Salem, en la Nueva Inglaterra colonial. En el folclore local es confundida con otra acusada del mismo apellido, Sarah Bishop, una "provocativa" posadera que vestía de rojo y permitía el juego en su casa.

## Antecedentes
Era una mujer independiente y resuelta, que cuando fue acusada de brujería estaba casada con Edward Bishop, empleado en un aserradero, después de quedar viuda dos veces. Su segundo esposo, Thomas Oliver, con quien tuvo una hija, la había acusado por bruja en 1680, afirmando que "ella era una mala esposa (...) el diablo se le había acercado físicamente (...) y se sentó toda la noche con el diablo". Su carácter y esa acusación previa fueron probablemente la verdadera causa de su arresto.

## Juicio
John Hathorne y Jonathan Corwin presidieron su examen el 19 de abril, estando presentes sus acusadoras Elizabeth Hubbard, Ann Putnam, Abigail Williams, Mercy Lewis y Mary Walcott que, tan pronto pasar ella a la sala, entraron en crisis.
La acusaron de haberlas lastimado y tentarlas a firmar en el libro del diablo. Bishop proclamó su inocencia diciendo que ella "nunca había visto a esas personas antes, ni nunca había estado en este lugar" (ella era de la cercana Salem Town, no de Salem Village).
Mary Walcott dijo que su hermano Jonathan había roto la capa de Bishop mientras luchaba contra su espectro. Cuando examinaron la prenda, tenía un desgarrón donde ella indicaba.
El juez Hathorne la acusó de engañar y matar a su primer marido, ella negó con la cabeza y las jóvenes se retorcieron. Sam Braybook recordó su acusación por brujería diez años atrás, ella contestó que no era una bruja.
Le preguntaron si no le preocupaba ver a las muchachas tan atormentadas. Ella respondió que no. Cuando le preguntaron qué pensaba sobre si estaban hechizadas, ella respondió que no sabía qué pensar.
Durante el examen, cada vez que las miraba, las jóvenes actuaban como si fueran torturadas y solo se calmaban si ella las tocaba. Abigail Hobbs, que ya había confesado ser bruja, aseguró que Bishop la atormentaba desde su confesión y afirmó que había estado presente en una reunión brujeril en un campo a las afueras de Salem Village.
Bishop fue acusada de asesinar niños, molestar con sus cerdos y aparecerse a varios ciudadanos en la noche. Varios poppets, muñecos para hechizos hechos con harapos, alfileres y agujas, fueron hallados colgados en su sótano.
Su caso sirvió de modelo para los juicios posteriores, que siguieron el mismo patrón: las "afligidas" acusaban, lo que era negado por el acusado; uno o varios confesores respaldaban las demandas de los acusadores y varios miembros de la comunidad hablaban de actos pasados de brujería o reprobables por parte del acusado. El tribunal utilizó la "prueba espectral" como única base contra Bishop.

## Ejecución
Fue la primera persona condenada y ejecutada durante los juicios. Fue ahorcada el 10 de junio de 1692.